# Coppa Davis 2022
La Coppa Davis 2022 è stata la 110ª edizione del torneo mondiale tra squadre nazionali di tennis maschile. La Russia era la detentrice del titolo ma, assieme alla Bielorussia, è stata sospesa da tutte le competizioni a squadre dopo l'inizio del conflitto russo-ucraino.

## Fase finale
Alla fase finale partecipano sedici nazioni: la Croazia che aveva perso la finale della precedente edizione, la Serbia cha ha preso il posto della squadra russa come semifinalista del 2021 con il ranking più alto, due wild-card assegnate alla Gran Bretagna e al Canada e le dodici vincitrici del turno di qualificazione.
La fase a gironi della fase finale vede le 16 squadre divise in 4 gruppi i cui incontri si tengono tra il 14 e il 18 settembre alla Unipol Arena di Bologna, all'Emirates Arena di Glasgow, all'Am Rothenbaum di Amburgo e al Pavelló Municipal Font de San Lluís di Valencia. Le prime due classificate di ciascun gruppo si qualificano per la fase a eliminazione diretta, che avrà luogo al Palacio de Deportes José María Martín Carpena di Malaga, in Spagna, avrà inizio il 23 novembre con i quarti di finale e terminerà il 27 novembre con la finale.
A differenza della passata edizione, nella quale la fase a gruppi si era tenuta immediatamente dopo quella a eliminazione diretta, per l'edizione del 2022 l'ITF ha disposto lo svolgimento delle due fasi in date lontane tra loro per ridurre la pressione sui giocatori.

### Squadre partecipanti
| Partecipanti | Partecipanti    | Partecipanti    | Partecipanti |
| Argentina | Australia       | Croazia (2021F) | Francia      |
| Paesi Bassi | Serbia (2021SF) | Corea del Sud   | Spagna (H)   |
| Gran Bretagna (WC) (H)                                                                                                   | Italia (H)      | Belgio          | Svezia       |
| Kazakistan | Germania (H)    | Stati Uniti     | Canada (WC)  |
| --- | --------------- | --------------- | ------------ |
| H = Paesi ospitanti, 2021F = Finalista del 2021, WC = Wild Card, 2021SF = Semifinalista del 2021 con il ranking più alto |                 |                 |              |

## Qualificazioni per la fase finale
Le squadre ammesse alle qualificazioni per la fase finale sono state 24:
- 14 delle 16 squadre presenti alla fase finale della Coppa Davis 2020-2021 che non hanno disputato la finale.
- Le 8 squadre vincitrici nel Gruppo I
- Le 2 squadre vincitrici negli spareggi del Gruppo I

La Serbia e la Gran Bretagna hanno ricevuto una wild-card e hanno avuto accesso diretto alla fase finale senza disputare le qualificazioni. Il 13 marzo 2022 l'ITF annuncia che il posto della squadra russa nel tabellone della fase finale viene assegnato alla Serbia come semifinalista del 2021 con il ranking più alto. Il 17 marzo 2022 viene annunciata l'assegnazione della wild-card lasciata vacante dalla Serbia al Canada, che era stato eliminato dai Paesi Bassi nelle qualificazioni.
Le dodici nazioni vincitrici si sono qualificate per la fase finale, le altre undici nazioni perdenti sono state ammesse al Gruppo I mondiale. Gli incontri si sono disputati tra il 4 e il 5 marzo 2022. Il sorteggio si è svolto il 6 dicembre 2021 a Madrid, in Spagna.
Squadre che hanno disputato le qualificazioni

Tra parentesi la posizione occupata nella classifica a squadre di Coppa Davis il 20 settembre 2021.
- Francia (#1)
- Spagna (#3)
- Belgio (#4)
- Stati Uniti (#5)
- Canada (#6)
- Germania (#8)
- Italia (#9)
- Australia (#11)
- Kazakistan (#12)
- Svezia (#14)
- Argentina (#15)
- Austria (#16)

- Giappone (#17)
- Rep. Ceca (#18)
- Colombia (#19)
- Paesi Bassi (#20)
- Ungheria (#23)
- Ecuador (#24)
- Brasile (#26)
- Corea del Sud (#27)
- Slovacchia (#29)
- Finlandia (#32)
- Romania (#41)
- Norvegia (#44)

In neretto le squadre classificate, tra parentesi il nº di testa di serie.
| Squadra di casa | Punteggio | Squadra ospite | Luogo          | Stadio                           | Superficie      |
| --------------- | --------- | -------------- | -------------- | -------------------------------- | --------------- |
| Francia [1]     | 4–0       | Ecuador        | Pau            | Palais des Sports                | Cemento (i)     |
| Spagna [2]      | 3–1       | Romania        | Marbella       | Club de Tenis Puente Romano      | Terra rossa     |
| Finlandia       | 2–3       | Belgio [3]     | Espoo          | Espoo Metro Areena               | Cemento (i)     |
| Stati Uniti [4] | 4–0       | Colombia       | Reno           | Reno Events Center               | Cemento (i)     |
| Paesi Bassi     | 4–0       | Canada [5]     | L'Aja          | Sportcampus Zuiderpark           | Terra rossa (i) |
| Brasile         | 1–3       | Germania [6]   | Rio de Janeiro | Centro Olímpico de Tênis         | Terra rossa     |
| Slovacchia      | 2–3       | Italia [7]     | Bratislava     | AXA Aréna NTC                    | Cemento (i)     |
| Australia [8]   | 3–2       | Ungheria       | Sydney         | Ken Rosewall Arena               | Cemento         |
| Norvegia        | 1–3       | Kazakistan [9] | Oslo           | Oslo Tennis Arena                | Cemento (i)     |
| Svezia [10]     | 3–2       | Giappone       | Helsingborg    | Helsingborg Arena                | Cemento (i)     |
| Argentina [11]  | 4–0       | Rep. Ceca      | Buenos Aires   | Lawn Tennis Club                 | Terra rossa     |
| Corea del Sud   | 3–1       | Austria [12]   | Seul           | Centro Tennis del Parco Olimpico | Cemento (i)     |

## Gruppo Mondiale I

### Turno principale
In questo turno partecipano le dodici nazioni perdenti nelle qualificazioni alla fase finale e le dodici nazioni vincitrici dei play-off. Gli incontri si sono disputati tra il 15 e 18 settembre 2022. Le dodici vincenti parteciperanno alle qualificazioni per la fase finale 2021 mentre le perdenti mantengono la permanenza nel Gruppo Mondiale I.
Hanno partecipato ventiquattro squadre:
- 11 squadre perdenti dal turno di qualificazione del marzo 2022
- 12 squadre vincitrici degli spareggi del Gruppo I mondiale del marzo 2022
- la squadra perdente con il punteggio più alto degli spareggi del Gruppo mondiale I ( Uzbekistan)

| Squadra in casa           | Punteggio | Squadra in trasferta | Sede               | Impianto                            | Superficie      | Note |
| ------------------------- | --------- | -------------------- | ------------------ | ----------------------------------- | --------------- | ---- |
| Austria [1]               | 4–0       | Pakistan             | Tulln an der Donau | Tennis Club Tulln                   | Terra rossa     |      |
| Colombia [2]              | 4–0       | Turchia              | Bogotà             | Carmel Club                         | Terra rossa     |      |
| Israele                   | 1–3       | Rep. Ceca [3]        | Tel Aviv           | Shlomo Group Arena                  | Cemento (i)     |      |
| Uzbekistan                | 3–1       | Giappone [4]         | Tashkent           | Olympic Tennis School               | Cemento         |      |
| Ecuador [5]               | 2–3       | Svizzera             | Salinas            | Salinas Golf & Tenis Club           | Cemento         |      |
| Perù                      | 2–3       | Cile [6]             | Lima               | Club Lawn Tennis de La Exposición   | Terra rossa     |      |
| Portogallo                | 3–1       | Brasile [7]          | Viana do Castelo   | Centro Cultural de Viana do Castelo | Cemento (i)     |      |
| Norvegia                  | 3–1       | India [8]            | Lillehammer        | Håkons Hall                         | Cemento (i)     |      |
| Ucraina                   | 1–3       | Ungheria [9]         | Vilnius, Lituania  | SEB Arena                           | Cemento (i)     |      |
| Slovacchia [10]           | 3–1       | Romania              | Bratislava         | NTC Arena                           | Terra rossa (i) |      |
| Finlandia [11]            | 5–0       | Nuova Zelanda        | Espoo              | Espoo Metro Areena                  | Cemento (i)     |      |
| Bosnia ed Erzegovina [12] | 3–1       | Messico              | Siroki Brijeg      | Tennis Academy SET                  | Terra rossa     |      |

### Play-off
In questo turno partecipano ventiquattro nazioni. Gli incontri si sono disputati tra il 6 e il 7 marzo 2020. Le dodici vincenti disputeranno il turno principale, le perdenti invece retrocederanno nel Gruppo mondiale II.
- 2 squadre sconfitte da pareggi a eliminazione diretta del Gruppo Mondiale  I.
- 12 squadre perdenti del Gruppo Mondiale  I.
- 8 squadre vincitrici del Gruppo Mondiale  II.
- 2 squadre vincitrici degli scontri a eliminazione diretta del Gruppo Mondiale  II.

Le 12 squadre vincitrici degli spareggi giocheranno nel Gruppo Mondiale  I e le 12 squadre perdenti giocheranno nel Gruppo Mondiale  II.
| Squadra in casa | Punteggio | Squadra in trasferta     | Sede                    | Impianto                            | Superficie      | Note |
| --------------- | --------- | ------------------------ | ----------------------- | ----------------------------------- | --------------- | ---- |
| Cile [1]        | 4–0       | Slovenia                 | Viña del Mar            | Club Union de Tenis                 | Terra rossa     |      |
| India [2]       | 4–0       | Danimarca                | New Delhi               | Delhi Gymkhana Club                 | Erba            |      |
| Uzbekistan [3]  | 2–3       | Turchia                  | Tashkent                | Olympic Tennis School               | Cemento (i)     |      |
| Portogallo [4]  | 4–0       | Polonia                  | Porto                   | Complexo Municipal de Ténis da Maia | Terra rossa (i) |      |
| Tunisia         | 1–3       | Bosnia ed Erzegovina [5] | Tunisi                  | Tennis Club de Tunis                | Terra rossa     |      |
| Israele [6]     | 3–1       | Sudafrica                | Ashdod                  | HaKiriya Arena                      | Cemento (i)     |      |
| Nuova Zelanda   | 3–1       | Uruguay [7]              | Las Vegas (Stati Uniti) | Darling Tennis Center               | Cemento         |      |
| Ucraina [8]     | 3–0       | Barbados                 | Antalya (Turchia)       | Rixos Premium Belek                 | Cemento         |      |
| Pakistan [9]    | 3–2       | Lituania                 | Islamabad               | Pakistan Sports Complex             | Erba            |      |
| Perù [10]       | 3–1       | Bolivia                  | Lima                    | Club Lawn Tennis de La Exposición   | Terra rossa     |      |
| Svizzera        | 3–1       | Libano [11]              | Biel/Bienne             | Jan Group Arena                     | Cemento (i)     |      |
| Messico [12]    | WO        | Bielorussia              | Città del Messico       | Estadio Rafael Osuna                | Terra rossa     |      |

## Gruppo Mondiale II

### Turno principale
In questo turno partecipano dieci nazioni perdenti i play-off del Gruppo Mondiale I, le dodici nazioni vincitrici dei play-off e le due migliori nazioni perdenti (Cina e Thailandia). Gli incontri si sono disputati tra il 16 e il 18 settembre 2022. Le dodici vincenti parteciperanno ai play-off del Gruppo Mondiale I 2023 mentre le perdenti mantengono la permanenza nel Gruppo Mondiale II.
| Squadra in casa | Punteggio | Squadra in trasferta | Sede                | Impianto                            | Superficie  |
| --------------- | --------- | -------------------- | ------------------- | ----------------------------------- | ----------- |
| Uruguay         | 2–3       | Cina                 | Montevideo          | Carrasco Lawn Tenis Club            | Terra rossa |
| Libano          | 3–2       | Monaco               | Zouk Mosbeh         | Notre Dame University–Louaize       | Cemento     |
| Lituania        | 3–1       | Egitto               | Vilnius             | SEB Arena                           | Cemento (i) |
| Thailandia      | 3–1       | Bolivia              | Bangkok             | Lawn Tennis Association of Thailand | Cemento     |
| Taipei cinese   | 3–1       | Hong Kong            | Taipei              | Taipei Tennis Center                | Cemento     |
| Slovenia        | 4–0       | Estonia              | Portorose           | Tennis Center Portorož              | Terra rossa |
| Tunisia         | 1–3       | Grecia               | Tunisi              | Courts de Tennis                    | Cemento     |
| El Salvador     | 2–3       | Danimarca            | San José Villanueva | Club El Encanto                     | Cemento     |
| Polonia         | 5–0       | Indonesia            | Inowrocław          | Hala Widowiskowo Sportova           | Cemento (i) |
| Bulgaria        | 3–0       | Sudafrica            | Sofia               | National Tennis Centre              | Terra rossa |
| Barbados        | 2–3       | Irlanda              | Saint Michael       | National Tennis Centre              | Cemento     |
| Lettonia        | 3–2       | Rep. Dominicana      | Jūrmala             | National Tennis Centre Lielupe      | Cemento (i) |

### Play-off
In questo turno partecipano ventiquattro nazioni. Gli incontri si sono disputati tra il 4 e il 5 marzo 2022. Le dodici vincenti disputeranno il turno principale, le perdenti invece retrocederanno nei rispettivi Gruppo III continentali.
| Squadra in casa | Punteggio | Squadra in trasferta  | Sede                              | Impianto                                    | Superficie      |
| --------------- | --------- | --------------------- | --------------------------------- | ------------------------------------------- | --------------- |
| Cina            | rinuncia  | Irlanda               |                                   |                                             |                 |
| Rep. Dominicana | 3–0       | Vietnam               | Santo Domingo                     | Centro Nacional de Tenis Parque del Este    | Cemento         |
| Thailandia      | 2–3       | Lettonia              | Bangkok                           | Lawn Tennis Association of Thailand         | Cemento         |
| Guatemala       | 0–4       | Taipei cinese         | Città del Guatemala               | Complejo de Tenis Ing. Juan José Hermosilla | Cemento         |
| Indonesia       | 3–0       | Venezuela             | Jakarta                           | Gelora Bung Karno Sports Complex            | Cemento         |
| Estonia         | 4–0       | Comunità del Pacifico | Tallinn                           | Forus Tenniscenter                          | Cemento (i)     |
| Egitto          | 4–1       | Cipro                 | Il Cairo                          | Gezira Sporting Club                        | Terra rossa     |
| Grecia          | 3–2       | Giamaica              | Atene                             | Ace Tennis Club                             | Terra rossa (i) |
| Monaco          | 4–0       | Marocco               | Roccabruna-Capo Martino (Francia) | Monte Carlo Country Club                    | Terra rossa     |
| Bulgaria        | 3–1       | Paraguay              | Sofia                             | Sport Hall "Sofia"                          | Cemento (i)     |
| Zimbabwe        | 1–3       | El Salvador           | Harare                            | Harare Sports Club                          | Cemento         |
| Benin           | 1–3       | Hong Kong             | Cotonou                           | Stade de l'Amitié Général Mathieu Kérékou   | Cemento         |